# Liste der Bürgermeister von Midden-Delfland
Dieses ist die Liste der Bürgermeister von Midden-Delfland in der niederländischen Provinz Südholland seit der Gründung der Gemeinde am 1. Januar 2004.
| Bürgermeister    | Bürgermeister    | Partei | Partei | Amtszeit  | Anmerkungen   |
| ---------------- | ---------------- | ------ | ------ | --------- | ------------- |
| John de Prieëlle | John de Prieëlle |        | CDA    | 2004      | kommissarisch |
|                  | Arnoud Rodenburg |        | CDA    | 2004–2022 |               |
|                  | Bram van Hemmen  |        | CDA    | seit 2022 | kommissarisch |